# Wassyl Hrybowytsch
Wassyl Hrybowytsch (ukrainisch Василь Грибович; * 23. Januar 1970) ist ein ehemaliger ukrainischer Skispringer.

## Werdegang
Sein internationales Debüt gab Hrybowytsch bei der Vierschanzentournee 1992/93. Das Auftaktspringen in Oberstdorf war zudem sein Debüt im Skisprung-Weltcup. Das beste Ergebnis, welches er erreichte, war ein 47. Platz auf der Großen Olympiaschanze in Garmisch-Partenkirchen. Für die Gesamtwertung konnte er sich damit jedoch nicht qualifizieren.
Bei der Nordischen Skiweltmeisterschaft 1993 in Falun verpasste er eine Leistungssteigerung deutlich. So landete er von der Normalschanze im Einzelspringen nur auf Rang 64, nachdem er am Tag zuvor bereits 56. von der Großschanze wurde. Bei seinem letzten Weltcup-Start im März 1993 in Planica erreichte er als 53. erneut nicht den zweiten Durchgang.
Bei Olympischen Winterspielen 1994 in Lillehammer startete er in beiden Einzelspringen. Von der Normalschanze sprang er auf Rang 56 und von der Großschanze auf Rang 52. Es war sein letztes internationales Turnier.